# Dansk beskæftigelsespolitiks historie
I det følgende beskrives nogle af de store træk i Dansk beskæftigelsespolitiks historie.

## 1960-1980
Forskellig lovgivning fra 1907, 1913 og 1933 betød at:
- arbejdsløse, forsikrede via arbejdsløshedskasse, blev forsørget og anvist arbejde af samme
- ikke-forsikrede blev forsørget via forsorgsloven og anvist arbejde af de statslige arbejdsanvisningskontorer

I en større reform 1967-69 var de væsentligste ændringer at:
- dagpengeydelserne blev væsentligt forhøjede
- al anvisning nu foregik via staten

## 1980-1990
I denne periode faldt pristalsreguleringen af dagpengene bort, så flere og flere oplevede en væsentlig forringelse af levevilkårene. Oveni blev der indført regler, så specielle grupper modtog færre eller ingen dagpenge.
I samme periode var der nedskæringer i AF, og dermed blev anvisning af arbejde i nogle situationer overført til private firmaer, og i forhold til de ikke-forsikrede kommune.

## 1990-2000
Arbejdsmarkedreformen i 1993 indførte bl.a. øgede orlovs-muligheder, at støttet beskæftigelse (i dag: job med løntilskud) ikke medregnes i genoptjening af dagpenge-retten, aktivering i kommunalt regi, og hjemmeserviceordning.
Reglerne for dagpenge-perioden blev gjort simplere, og dagpenge-retten sat til 7 år. Allerede i 1998 var den dog nede på 4 år.
Det blev indført, at man skulle have en handlingsplan (i dag: jobplan) for at kunne starte i aktivering.